# Annas Heimkehr
Annas Heimkehr je televizní film režiséra Xavera Schwarzenbergera z roku 2003. Snímek je inspirován skutečnými událostmi a byl natočen v německo-rakouské koprodukci.

## Děj
Mnichov 1942: Anna Schweighofer (Veronica Ferres) je na návštěvě u svých bývalých zaměstnavatelů, zavedené židovské knihkupecké rodiny Goldberg. Jejich kufry jsou přichystány, útěk do Anglie naplánován. Avšak SS je rychlejší. Anně se podaří utéci s malou Franziskou Goldberg (Julia Krombach).
Příštího dne se obě vydávají do Annina rodiště Drachselreuthu, které Anna před deseti lety opustila za nepříjemných okolností. Zde Anna vydává Franzisku za svoji nemanželskou dceru. Annin bratr Toni (Herbert Knaup) se jako majitel jediného hostince stal starostou a hlavním místním pohlavárem. Samozřejmě, že chce po Anně, o kterou se s nechutí postará, vědět, kdo je otcem jejího dítěte, a to o to více, když se Franzi, která se jen těžko sžívá s novou situací, občas chová víc než podivně.
Anna, ve stálém strachu, že Franzina totožnost vyjde najevo, nakonec před svou rodinou nedokáže držet své tajemství věčně. Situace se stává ještě složitější, když se Sturmbannführer Brunner (Karl Markovics), který byl dříve zamilovaný do Anny, dopátrá Franzina původu a Annu vydírá, aby mu byla po vůli. Poté se vrátí z fronty na dovolenou i Annin bývalý snoubenec Kurt (Jens Harzer), který se domnívá, že Franzi je jeho dcera. I on se dozví pravdu, nakonec zabije Brunnera, který již chce Annu udat, ale na konci války padne. Franzi vydrží v bezpečí až do příchodu Američanů. Její rodiče válku nepřežili a ona odchází za příbuznými do Londýna. S Annou se setká až po letech jako mladá žena.

## Hrají
- Veronica Ferres - Anna Schweighofer
- Julia Krombach - Franziska Goldberg
- Herbert Knaup - Toni Schweighofer
- Julia Stemberger - Helene Schweighofer
- Jens Harzer - Kurt Ramsauer
- Karl Markovics - Gregor Brunner
- Erni Mangold - Josefa Schweighofer
- Veronika Fitz - Klara Ramsauer
- Andrea Eckert - Frau Goldberg
- Götz Spielmann - Friedrich Goldberg
- Thommy Schwimmer - Otto Schweighofer
- James Matthews
- Bryan Addinall
- Pit Arnold
- Lisa Brokmann
- Karin Eichner
- Edmund Endrich
- Michael Förster
- Ulla Geiger
- Anja Knauer
- Peter Mitterrutzner
- Jeff Motherhead
- Beate Pfeiffer
- Arno Ritter
- Werner Rom - Joe
- Michael Schernthaner
- Robert Spitz
- Axel Steinmüller

## Zajímavosti
- Film je založen na příběhu Židovky Charlotte Knobloch, narozené v Neulandu, která byla katolickou rodinou vydávána za nemanželské dítě.

## Ocenění
- Roku 2004 získala Veronica Ferres za tento snímek a za role ve filmech Navždy ztracena (2003) a Stärker als der Tod (2004) ocenění Bavarian TV Award pro nejlepší herečku.
- Roku 2004 byl snímek nominován na Golden Camera v kategorii nejlepší německý televizní film.